# Paul C. Martin (Wirtschaftswissenschaftler)
Paul Christoph Martin (* 20. September 1939 in Luckenwalde; † 3. April 2020) war ein promovierter deutscher Wirtschaftswissenschaftler, Wirtschaftsjournalist und Buchautor.

## Leben
Von 1958 bis 1968 studierte er Philosophie, Geschichte und Volkswirtschaftslehre in Berlin, Bonn, München und Chicago (bei Milton Friedman). 
1966 wurde er auf Grundlage der an der Universität Bonn eingereichten Dissertation Die deutsche Wirtschaftsentwicklung vor der Weltwirtschaftskrise unter dem Einfluß der Monopolisierung und der amerikanischen Wirtschaftspolitik zum Dr. phil. promoviert.
Als Gast der Studiobühne an der Universität Bonn spielte er im Jahr 1961 nebenher mit in der Erstaufführung des Stücks „Feuerfuß. Emphase für Bühne“ von Gerd Hergen Lübben unter der Regie des Autors und fand dabei ein besonderes Medienecho: Als eine „erstaunliche Leistung“ und „mit Vorrang“ sei Paul Christoph Martin als Darsteller des „traurigen Clowns Trissire“ zu nennen, dessen Monolog im Kopfstand zu halten war.
Ab 1969 arbeitete er als Wirtschaftsredakteur, Kolumnist und später auch als Chefredakteur bei der Welt am Sonntag und der Wirtschaftswoche. Martin ist Mitbegründer des Schweizer Wirtschaftsmagazins Bilanz. Von 1992 bis 2000 war er Vize-Chefredakteur der Bild-Zeitung in Hamburg. Zuletzt war er als freier Schriftsteller tätig.
Ausgehend von der Eigentumstheorie des Wirtschaftens der Bremer Professoren Gunnar Heinsohn und Otto Steiger entwickelte er die Theorie des Debitismus, die den Kapitalismus als ein kreditäres Kettenbriefsystem bezeichnet.
Als Gegner staatlicher Wirtschaftseingriffe bevorzugte Paul Martin eine Goldwährung.

## Werke
- Die Krisenschaukel. Staatsverschuldung macht arbeitslos, macht noch mehr Staatsverschuldung, macht noch mehr Arbeitslose. Langen Müller/Herbig, München 1997, ISBN 3-7844-7389-X.
- 525 Jahre Adam von Ambergau. Der Inkunabeldrucker und seine Heimat. Versuch einer Rekonstruktion. 1472–1997 Oberammergau. Oberammergau 1997, 30 S.
- Krise – Depression – Eiszeit? So kamen wir rein, so kommen wir wieder raus. Eichborn, Frankfurt am Main 1993, ISBN 3-8218-1152-8.
- Cash. Strategie gegen den Crash. Ungekürzte Ausgabe, Neuauflage. Ullstein-Buch, Band 34839, Ullstein-Sachbuch. Ullstein, Frankfurt a. M. (u. a.) 1992, ISBN 3-548-34839-4.
- Hände weg von unserer Mark. Europa nicht auf deutsche Kosten. Langen Müller, München/Wien (u. a.) 1992, ISBN 3-7844-7295-8.
- Aufwärts ohne Ende. Die neue Theorie des Reichtums. Ullstein-Buch, Band 34697, Ullstein-Sachbuch. Ullstein, Frankfurt a. M. (u. a.) 1991, ISBN 3-548-34697-9.
- Zahlmeister Deutschland. So verschleudern sie unser Geld. Langen Müller, München 1991, ISBN 3-7844-7247-8.
- —, Walter Lüftl (Mitarb.): Der Kapitalismus. Ein System das funktioniert. Langen Müller/Herbig, München 1986, ISBN 3-7844-7180-3.
- —, Walter Lüftl: Die Pleite. Staatsschulden, Währungskrise und Betrug am Sparer. Langen Müller/Herbig, München 1984, ISBN 3-7844-7145-5.
- Walter Lüftl, —: Die Formeln für den Staatsbankrott. Am Beispiel des finanziellen Endes der Republik Österreich. 2. Auflage. Langen Müller, München 1984, ISBN 3-7844-7144-7.
- Sachwert schlägt Geldwert. Langen Müller, München 1983, ISBN 3-7844-7130-7. (Lizenz-Ausgabe Ullstein, 1986: ISBN 3-548-34341-4.)
- Wann kommt der Staatsbankrott? Langen Müller/Herbig, München 1983, ISBN 3-7844-7119-6.
- Klartext. Beobachtungen aus der Endzeit des sozialliberalen Versuchs. Langen Müller/Herbig, München 1982, ISBN 3-7844-7097-1.
- Ihr Geld von A bis Z. Ein Ratgeber für die ganze Familie, ein Nachschlagewerk für jedermann. Schweizer Verlagshaus, Zürich 1975, ISBN 3-7263-6146-4.
- Gold schlägt Geld. Ferenczy-Buch. Schweizer Verlagshaus, Zürich 1973, ISBN 3-7263-6153-7.